# Filetia
Filetia, biljni rod iz porodice primogovki smješten u podtribus Graptophyllinae, dio tribusa Justicieae, potporodica Acanthoideae. Sastoji se od 9 vrsta, sve su endemi sa poluotočne Malezije, Sumatre i Bornea
Tipična vrsta je Filetia costulata Miq., polugrm ili grm sa Sumatre.

## Opis
Polugrmovi ili grmovi.

## Vrste
1. Filetia bracteosa C.B.Clarke; poluotočna Malezija (Perak, Pahan)
2. Filetia brookeae Bremek.; Borneo
3. Filetia costulata Miq.; Sumatra
4. Filetia glabra Ridl.; poluotočan Malezija (Mount Mengkuang Lebah, Selangor)
5. Filetia hirta Ridl.; poluotočna Malezija (Pahan, Selangor)
6. Filetia lanceolata Bremek.; Borneo
7. Filetia paniculata C.B.Clarke; poluotočna Malezija (Perak)
8. Filetia ridleyi C.B.Clarke; poluotočna Malezija (Perak, Pahan, Selangor)
9. Filetia scortechinii C.B.Clarke; poluotočna Malezija  (Perak, Selangor)